# رمه (آذربایجان)
رمه (به لاتین: Rəmə) یک منطقه مسکونی در جمهوری آذربایجان است که در شهرستان گدابیگ واقع شده است. رمه ۱۵۱ نفر جمعیت دارد.